# Ocean Drive (álbum)
Ocean Drive es el primer álbum de estudio del dúo británico Lighthouse Family, publicado por el sello discográfico Wildcard/Polydor Records en marzo de 1996. El álbum situó un tema en el Top 10 (Lifted) y tres en el Top 20 (Ocean Drive, Goodbye Heartbreak y Loving Every Minute)

## Canciones
|     | Título                 | Puesto en listas                                                                                    | Duración |
| --- | ---------------------- | --------------------------------------------------------------------------------------------------- | -------- |
| 1.  | "Lifted"               | En junio de 1995 alcanzó el puesto número 61. En enero de 1996, su reedición alcanzó el número 4.   | 4:31     |
| 2.  | "Heavenly"             | | 3:47     |
| 3.  | "Loving Every Minute"  | En noviembre de 1996 alcanzó el puesto número 20.                                                   | 4:10     |
| 4.  | "Ocean Drive"          | En agosto de 1995 alcanzó el puesto número 34. En abril de 1996, su reedición alcanzó el número 11. | 3:48     |
| 5.  | "The Way You Are"      | | 5:01     |
| 6.  | "Keep Remembering"     | | 4:01     |
| 7.  | "Sweetest Operator"    | | 4:03     |
| 8.  | "What Could Be Better" | | 3:57     |
| 9.  | "Beautiful Night"      | | 4:48     |
| 10. | "Goodbye Heartbreak"   | En septiembre de 1996 alcanzó el puesto número 14                                                   | 4:11     |

- Datos: Q3286772